# 浅田真央
浅田 真央（あさだ まお、1990年9月25日 - ）は、2000年代から2010年代にかけて活躍した日本のフィギュアスケート選手（女子シングル）で現在はプロスケーター、指導者。2010年バンクーバーオリンピック銀メダリスト。世界選手権3度優勝、グランプリファイナル4度優勝、四大陸選手権3度優勝、全日本選手権6度優勝。
愛知県名古屋市生まれ。5歳でスケートを始め、12歳の時に初めて出場した全日本選手権で「天才少女」として大きな注目を浴びた。2004年にはジュニア女子では史上初となる3回転アクセルを成功させ、ジュニアの大会を総なめにした。2005年にシニアに転向すると、当時の世界女王・イリーナ・スルツカヤを破り、グランプリファイナルで優勝を果たした。2006年トリノオリンピック出場を期待する声も上がったが、年齢制限のため出場はかなわなかった。
2008年には世界選手権で初の優勝を果たし、同年のグランプリファイナルでは女子シングル史上初めて1つのプログラムで2度の3回転アクセルを成功させた。2010年バンクーバーオリンピックでは女子シングル史上初めて1つの競技会中に3度の3回転アクセルを成功させ、日本女子史上3人目のメダルとなる銀メダルを獲得した。その直後の世界選手権ではバンクーバーオリンピック金メダリストのキム・ヨナを破り、2度目の優勝を果たした。
2010年からは全てのジャンプの技術を一から見直した。世界選手権では2シーズン連続で6位に終わったものの、2013年には3年ぶりのメダルとなる銅メダルを獲得。同年、シングル史上初めてグランプリシリーズ全7大会を制覇した選手となった。集大成と位置付けて臨んだ2014年ソチオリンピックは6位に終わったが、直後の世界選手権では日本史上初となる3度目の優勝を果たした。その後は1年間の休養ののち競技に復帰し、2シーズンを戦って競技を引退した。
引退後はプロスケーターとして『浅田真央サンクスツアー』『BEYOND』『Everlasting33』など自身が総合演出を務めるアイスショーを開催した。2024年、自身の名を冠したスケートリンク「MAO RINK TACHIKAWA TACHIHI」を東京都立川市に建設。翌年には木下グループと共同で「木下MAOアカデミー」の設立を発表し、指導者としての道を歩み始めた。

## 経歴

### 幼少期
1990年9月25日、愛知県名古屋市で誕生。名前の真央は、父親が女優の大地真央のファンであったことに由来する。若い頃にバレエダンサーを目指していたというバレエ好きの母の影響で、3歳からクラシックバレエを始める。その後12歳まで越智久美子によるバレエのレッスンを受けていたほか、ジャズダンスや器械体操、英会話など、多くの習い事を経験した。
5歳の時、姉の舞とともにスケートリンクに遊びに行き、スケートに出会う。その後、舞とともに門奈裕子コーチが教える名東フィギュアスケートクラブに入会し、スケートに取り組んだ。浅田の母はスケートに関しては素人だったが、トレーニングの本を購入し、1998年長野オリンピックを制したタラ・リピンスキーの演技を映像で見て夜中まで研究するなど、浅田を献身的にサポートした。小学3年生になった1999–2000シーズンには全日本ノービス選手権Bクラス（10歳まで出場可能）に8歳で初出場し、6位入賞。次年度の同大会では優勝を果たした。
小学5年生になった2001–2002シーズンからグランプリ東海クラブに移籍し、山田満知子・樋口美穂子両コーチに師事。全日本ノービス選手権Bクラスでは2連覇を果たし、2階級上となる全日本ジュニア選手権では6位に入賞した。2002–2003シーズン、全日本ノービス選手権Aクラスで優勝、全日本ジュニア選手権では4位に入る。小学6年生にして特例で出場したシニアの全日本選手権では、不完全ながら3回転-3回転-3回転のコンビネーションジャンプ（3回転フリップ-3回転ループ-3回転トウループ）を跳び、7位入賞を果たす。この試合がきっかけとなり、マスメディアには「天才少女」と呼ばれるようになった。2003–2004シーズンには全日本ノービス選手権Aクラスで2連覇、全日本ジュニア選手権4位、全日本選手権8位の成績を収めた。

### 国際大会での快進撃
2004–2005シーズン、ジュニアグランプリシリーズで2戦連続優勝を果たし、ジュニア国際デビューを飾った。ジュニアグランプリファイナルでは、国際大会女子シングル史上5人目、ジュニア女子では史上初となる3回転アクセルを成功させ、優勝を果たした。国内では全日本ジュニア選手権で初優勝し、シニアの全日本選手権でも3回転アクセルを跳んで2位となった。2005年世界ジュニア選手権では大会史上初めて3回転アクセルを成功させ、初出場にして初優勝を果たした。
2005–2006シーズン、シニアのグランプリシリーズに初参戦。初戦の中国杯では世界女王のイリーナ・スルツカヤに次ぐ2位、エリック・ボンパール杯ではサーシャ・コーエンを破ってシリーズ初優勝を果たした。グランプリファイナルではスルツカヤを破り、日本選手として村主章枝以来2人目の優勝を果たした。全日本選手権では非公認ながら女子シングル史上初となる2度の3回転アクセルを成功させ2位となる。グランプリシリーズの実績から2006年トリノオリンピック出場を期待する声もあったが、国際スケート連盟の定めた「五輪前年の6月30日までに15歳」という年齢制限に87日足りず、代表資格を得られなかった。連覇が期待された2006年世界ジュニア選手権は、ジャンプのミスが響き2位に終わった。
2006年夏、コーチをラファエル・アルトゥニアンに変更し、米国カリフォルニア州レイクアローヘッドに拠点を移す。2006–2007シーズンが開幕すると、NHK杯で総合得点199.52点の歴代最高得点を叩き出して優勝。グランプリファイナルは、フリーのジャンプで2度転倒して2位に終わった。地元名古屋開催の全日本選手権では、大会直前に右手小指を骨折しながらも初優勝。東京開催の2007年世界選手権ではショートプログラムで5位と出遅れたが、フリーで当時の歴代最高得点を出して巻き返し、銀メダルを獲得した。

### 世界選手権初優勝
2007年夏はロシアに渡り、タチアナ・タラソワの下でバレエなどに取り組んで表現力や芸術性の強化をはかった。2007–2008シーズンのグランプリシリーズは2戦とも優勝し、3季連続出場のグランプリファイナルではショートプログラム6位から巻き返して2位となった。全日本選手権では、ショートプログラムでシーズン初の3回転フリップ-3回転ループを成功させ、2連覇を達成した。
同年12月、慣れない海外生活での心労 や、5月に中京大学のフィギュア専用リンクが完成し、国内で練習に専念できる環境が整ったことを理由に、練習拠点を米国から愛知に戻す。アルトゥニアンは定期的に来日することになっていたが、四大陸選手権の直前に電話で「責任を持てない」と伝えられたため、師弟関係を解消した。

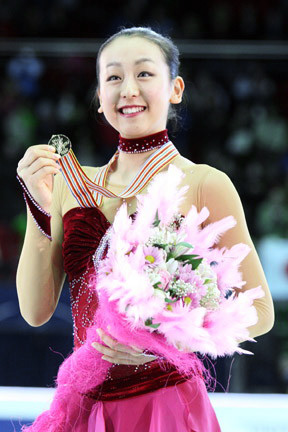
2008年世界選手権で優勝

2008年四大陸選手権では初出場で初優勝を果たした。しかし、大会後に左足首を傷めてしまい、世界選手権はコーチ不在のうえ足首の怪我が完治していない状況下で臨むこととなった。2008年世界選手権では、フリー冒頭の3回転アクセルを踏み切ろうとした瞬間に大きく転倒したものの、その後は落ち着いて演技をまとめた。結果、ショートプログラム2位から逆転優勝を果たし、日本人選手5人目の世界女王となった。
2008–2009シーズンからはタチアナ・タラソワに師事。苦手なルッツやサルコウをプログラムに入れること、フリーで2度の3回転アクセルを跳ぶこと、フリーの『仮面舞踏会』でこれまでとは違う傾向のプログラムを滑ること、と多くの課題に挑戦した。シーズン2戦目、NHK杯のフリーで2度の3回転アクセルに挑戦し、2度目が回転不足判定となったものの、他の出場選手に大差をつけて優勝した。キム・ヨナの地元韓国で開催されたグランプリファイナルのフリーでは、国際大会では女子史上初となる2度の3回転アクセルに成功し、3季ぶり2度目の優勝を果たした。
全日本選手権では3連覇を達成。2009年世界選手権では、ショートプログラムで3回転フリップ-3回転ループが認定される一方、3回転ルッツが2回転となるミス。フリーは再び2度の3回転アクセルに挑んだが、2本目で転倒し総合4位となり、シニア国際大会では初めて表彰台を逃した。2009年国別対抗戦はショートプログラムで3回転アクセルのコンビネーションに成功、フリーでは2度の3回転アクセルに挑戦し（2度目が回転不足判定）、キム・ヨナに次いで女子史上2人目となる200点超えの総合得点を記録した。
このシーズンはジャンプの回転不足が厳しく判定される傾向にあったため、3回転-3回転が成功と見なされないことが多く苦心した。グランプリファイナルの優勝後に、視聴者に「浅田選手よりもキム選手のほうが実力が上」と感じさせる報道をした日本のマスコミ（フジテレビ系番組『情報プレゼンター とくダネ!』、後に不適切な表現であったと謝罪）の評価があることを聞いて落ち込み、一時期は練習の意欲を失った。世界選手権連覇の重圧に苦しむなど、メンタルコントロールの難しさも課題となった。

### バンクーバーオリンピックで銀メダル獲得
2009–2010シーズンはルッツ、サルコウ、3回転-3回転のコンビネーションジャンプをプログラムに入れず、ショートプログラム・フリーで計3度の3回転アクセルを決めることに集中する構成を組んだ。しかし、グランプリシリーズでは3回転アクセルが6回中1回しか成功せず、エリック・ボンパール杯は2位、ロステレコム杯は5位に終わった。シニア移行後初めてグランプリファイナル進出を逃すほどの不調に、国内外のスケート関係者からは「フリープログラムの『鐘』が合っていない。もっと浅田に合った滑りやすいプログラムに変えるべきではないか。」との意見も聞かれた。全日本選手権では復調を見せ、4連覇を達成してオリンピック代表に決定。韓国で開催された四大陸選手権では、フリーで2度の3回転アクセルを成功させ優勝した。

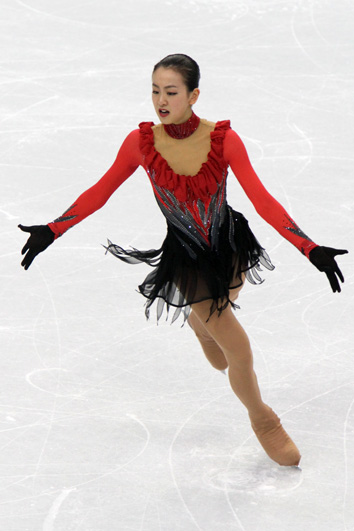
バンクーバーオリンピックで銀メダルを獲得

バンクーバーオリンピックでは、オリンピックの女子としては初となるショートプログラムでの3回転アクセルに成功し、2位につける。フリーでも2度の3回転アクセルを成功させ、1つの競技会中に3度の3回転アクセルを成功させた初の女子選手となった。フリー後半には3回転フリップと3回転トウループでミスが出たものの、合計205.50点で自己ベストを更新し、銀メダルを獲得。浅田は伊藤みどり・荒川静香に次ぐ日本女子史上3人目のオリンピックメダリストとなった。試合後にはフリーでのミスに対し「悔しい」と涙を流したが、その夜、母から「銀メダルって凄いんだよ」という言葉をかけてもらったことで結果を受け入れることができたという。
3月の世界選手権では2年ぶり2度目の世界女王に輝き、男子の髙橋大輔とともに日本フィギュアスケート史上初のアベック優勝を果たした。

### 変革と復調
2010–2011シーズンは6月から9月頃まで長久保裕をジャンプ専門のコーチにつけ6種類全てのジャンプの矯正に取り組む。9月から佐藤信夫コーチに師事し、ジャンプの矯正も続けた。グランプリシリーズのNHK杯、エリック・ボンバール杯では新しく変えたジャンプに苦しみ、2大会とも表彰台に登れずグランプリファイナル進出を逃した。1か月後の全日本選手権では復調し、ショートプログラム1位、フリー2位で安藤美姫に次ぐ総合2位となる。四大陸選手権ではショートプログラムで冒頭の3回転アクセルが着氷に乱れたもののフリーでは成功させ、シーズンベストを大幅に更新し、安藤に次いで2位となった。連覇のかかった世界選手権は東日本大震災の影響により1か月先に延期、その間に被災地の惨状を目の当たりにし、「こんな時に大会に行ってもいいのだろうか?」と練習に身が入らなくなった。みかねた佐藤コーチから1週間の休養を与えられたが、重要な時期に食が細くなり、いつもより体重が4、5kg減少した。大会本番では佐藤コーチから3回転アクセル回避を提言されたが、浅田は自分の信念を貫き通した。結果はショート7位、フリー6位の総合6位に終わった。

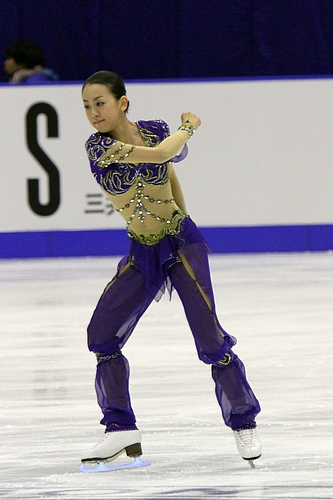
2011年NHK杯ショートプログラムの演技

2011–2012シーズンはグランプリシリーズ初戦のNHK杯で2位、ロステレコム杯では日本選手最多となるグランプリシリーズ8度目の優勝を果たし、3季ぶりにグランプリファイナル進出を決めた。だが、カナダでのグランプリファイナル開幕直前、以前から体調不良だった母親の健康状態が悪化したとの連絡を受けて帰国し、ファイナルを欠場した。その後、母は肝硬変のため死去（48歳没）。浅田はその死の際に間に合わなかった。母親の葬儀翌日の12月13日から練習を再開し短期間の調整で臨んだ全日本選手権では、2年ぶり5度目の優勝を果たした。四大陸選手権ではショートプログラム、フリーともに同シーズン中封印していた3回転アクセルに挑戦したが、どちらも回転不足と判定された。ショートプログラムではトップに立ったものの、フリーではルッツやサルコウなどのミスも響き2位となった（ただし総合点ではシーズンベストを更新した）。世界選手権ではショートプログラム・フリーともに3回転アクセルを含むジャンプのミスが重なり、2年連続の総合6位に留まった。
シーズン終了後にはスケートへの意欲を失い、辞めることも考えたという。その後、トロントとモスクワでの振付作業や、ハンガリーでのバレエレッスンなどを通してスケートへの気持ちが戻り、7月ごろから本格的に練習を再開した。9月中旬から11月中旬までは、かつて師事した越智久美子のもとでバレエのレッスンを受けた。
2012–2013シーズンは中国杯、NHK杯とグランプリシリーズで連勝、だがNHK杯後に疲労から発症した腰痛が悪化してしまう。腰痛が完治していない状況下で臨んだグランプリファイナルでは4年ぶり3度目の優勝を果たした。全日本選手権でも2度目の2連覇と6度目の優勝を果たし、世界選手権と四大陸選手権の代表に選出された。四大陸選手権では、ショートプログラムで冒頭の3回転アクセルを成功させ、バンクーバーオリンピックでマークした自己ベストに迫る総合205.45点で3年ぶり3度目の優勝を飾った。世界選手権はショートプログラムで6位と出遅れたが、フリーでは自己ベストを6年ぶりに更新し2位、総合3位で3年ぶりの表彰台に立った。このシーズンは出場した国際大会と全日本選手権を合わせた6戦中5勝を挙げ、復活を印象づけた。

### ソチオリンピック
2013年4月、浅田はソチオリンピックを自身のキャリアの集大成とすることを明言し、マスメディアはこれを引退宣言と報じた。2013–2014シーズン、グランプリシリーズ初戦のスケートアメリカで優勝し、これにより浅田はファイナルを含むグランプリシリーズ全7大会を制覇した。これはシングルの選手では史上初、全体でもペアの申雪/趙宏博組に次ぐ2組目の快挙となった。続くNHK杯ではフリーと合計得点で自己ベストを更新し、207.59点で優勝を果たした。12月のグランプリファイナルを前に、フリーで2度の3回転アクセルに挑戦することを明言した。グランプリファイナルではショートプログラムで3回転アクセルを着氷させ、回転不足と判定されたものの首位発進。フリーでは3回転アクセルを2本とも失敗したものの、合計204.02点で優勝を果たした。グランプリファイナル前に再発した腰痛の影響もあり、全日本選手権では総合3位に沈んだ。2014年1月、浅田はフリーの3回転アクセルを1本に変更し、オリンピックでは6種類の3回転ジャンプを8本入れる構成で臨むことを決意した。

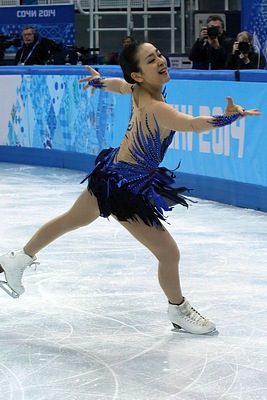
ソチオリンピックの浅田

2月に行われたソチオリンピックでは団体戦のショートプログラムに出場し、冒頭の3回転アクセルで転倒し3位となる。個人戦のショートプログラムでも冒頭の3回転アクセルで転倒したほか、ショートプログラムの必須要素であるコンビネーションジャンプが入らないなど痛恨のミスを犯し、16位と大きく出遅れてしまう。演技後のインタビューでは「何も分からない」と放心状態になった。しかし、翌日のフリーでは冒頭の3回転アクセルに成功し、全6種類計8度の3回転ジャンプを全て着氷する会心の演技を見せ、自己ベストの142.71点をマークした。演技を終えた浅田は涙を浮かべ、その後は笑顔で歓声に応えた。結果はフリー3位、総合6位入賞とメダルを逃したものの、バンクーバーオリンピックに続く2大会連続の3回転アクセル成功は女子シングル史上初の快挙となった。帰国後の記者会見では引退の可能性について「今のところハーフハーフ（半々）ぐらい」と語り、進退に関する明言を避けた。
3月にさいたま市で行われた世界選手権では、ショートプログラムで完璧な演技を披露し、歴代最高得点の78.66点で首位に立った。フリーでも首位を守り、合計では自己ベストを上回る216.69点をマークし、4年ぶり3度目の世界女王に輝いた。3度の世界選手権制覇は日本選手では初の快挙となった。2014年5月19日、記者会見にて1年間の競技生活休養を発表し、今後の去就については休養期間中にゆっくり考える予定であると語った。

### 競技復帰へ
2015年5月18日、公式ブログにおいて、現役続行の意思を明らかにした。2015–2016シーズン、2015年ジャパンオープンで競技復帰し、141.70点という高得点をマークして女子1位となる。グランプリシリーズ復帰戦となる中国杯を優勝で飾り、NHK杯では3位となりグランプリファイナルに進出するも、グランプリファイナルでの出来はショートプログラムで3位、フリーで6位と芳しくなく総合では最下位の6位に留まった。フリー当日は体調を崩しており、フリー演技後に医師の診察を受けた結果「胃腸炎」と診断され、出場が予定されていたエキシビジョンをキャンセルし緊急帰国した。全日本選手権ではショートプログラムで5位と出遅れるも、フリーで苦手の3回転ルッツをクリーンに成功させ3位となり、伊藤みどりに並ぶ11個目のメダルを獲得した。四大陸選手権と世界選手権の代表に選出されたが、世界選手権に集中するために、四大陸選手権は辞退した。2季ぶりの出場となった世界選手権では、シーズンベストを記録し7位に入った。
2016–2017シーズン、グランプリシリーズのスケートアメリカで6位、フランス杯では9位と不振続きで、3回転アクセルの解禁も全日本選手権まで遅れた。全日本選手権では3回転アクセルを解禁して臨んだが、ショートプログラムでは1回転となり8位と出遅れ、フリーでは転倒。その後3回転ルッツを成功させるものの、その他ではミスが目立って12位となり世界選手権代表を逃した。
2017年4月10日夜、競技選手としての現役引退をブログで表明し、同12日に東京プリンスホテルで引退会見を開いた。

### プロスケーターとして
プロスケーターとしての1歩として、アマチュア時代の2007年夏から毎年開催出演するアイスショー「THE ICE」の大阪公演（7月29日 - 7月31日、大阪市中央体育館）および愛知公演（8月4日 - 8月6日、愛知県体育館）に出演した。またCMなどタレントとしても活動している。
2018年5月からは「全国に感謝を届ける」というコンセプトのアイスショー『浅田真央サンクスツアー』を開催した。2021年4月まで全国各地を回り、全202公演を滑り切った。
2022年9月からは「過去を超えて進化する」というコンセプトのアイスショー『BEYOND』を開催し、2023年7月まで全国23か所で全103公演を行った。このショーで浅田は柴田嶺とペアのカップルを結成し、リフトやスロージャンプなどの技に挑戦した。

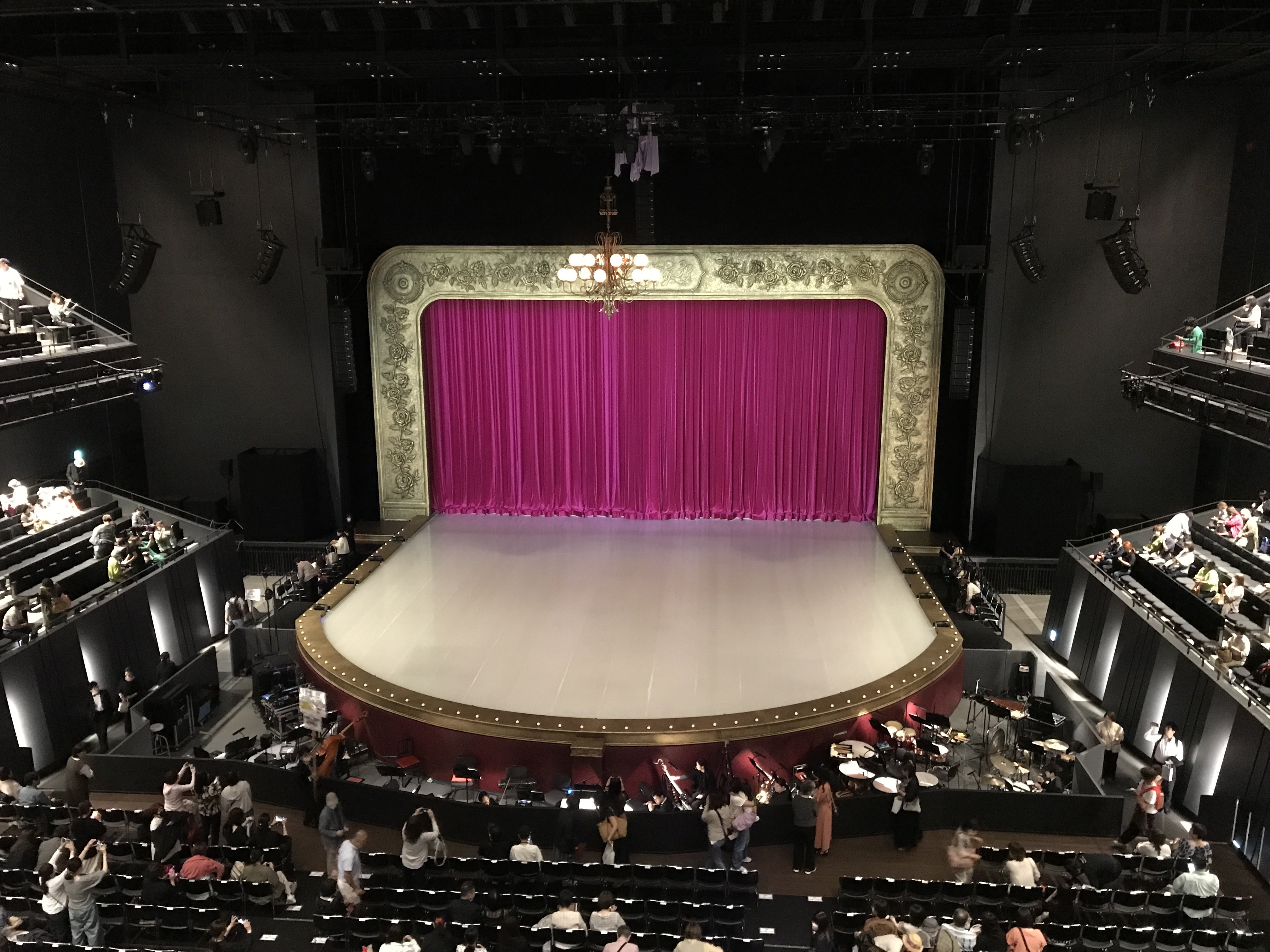
『Everlasting33』開演前の場内

2024年6月、史上初となる劇場でのアイスショー『Everlasting33』を開催した。このショーは立川ステージガーデンで開催され、全ての演目がシアター・オーケストラ・トーキョーによる生演奏とともに披露された。浅田はスケート演技のほか、柴田嶺とのエアリアル、HIDEBOHとのタップダンス、Seishiroとのコンテンポラリー・ダンスを披露した。

### 指導者として
浅田は「いつか自分のスケートリンクを持ち、世界一のスケーターを育てたい」という夢をかなえるため、2021年に立飛ホールディングスの社長・村山正道に話を持ちかけ、スケートリンク建設のプロジェクト「MAO RINK PROJECT」をスタートさせた。2023年3月28日に公式に発表され、2024年11月11日に「MAO RINK TACHIKAWA TACHIHI」がオープンした。個人の名前がついたフィギュアスケートリンクは国内で初めて。また、首都圏では9つ目の通年型アイスリンクとなった。
2025年6月12日、木下グループと共同で行う、競技者の育成を目的としたアカデミー「木下MAOアカデミー」および初心者向けの「木下MAOクラブ」の設立を発表した。発表会の中で浅田は「スケーター、一人一人と向き合い、丁寧に指導していきたい」と語った。

## 人物
名古屋市立高針小学校、名古屋市立高針台中学校、中京大学附属中京高等学校（84回生）、中京大学体育学部体育学科卒業。血液型はB型。
マネジメントはヒーローズマネジメント株式会社が担っていたが、2024年9月10日に契約終了を発表。9月10日よりIMGとマネジメント契約を締結した。
浅田の2005年グランプリファイナル優勝と荒川静香の2006年トリノオリンピック優勝の相乗効果で、日本はフィギュアスケート・ブームになった。
尊敬しているフィギュアスケート選手は伊藤みどり、エフゲニー・プルシェンコ。伊藤の衣装を着用して競技に臨んだこともあり、「みどりさんの衣装を着るといつも調子がいい」と語っていた。1998年長野オリンピック金メダリストのタラ・リピンスキーにも憧れの言葉を寄せており、彼女の演技を見て自分もオリンピックに出たいと思うようになったという。趣味はジグソーパズルとレゴ制作。現役時代、練習中や試合前によく聴いていた曲はDREAMS COME TRUEの『何度でも』。2005年世界ジュニア選手権で優勝した時からトイ・プードルを飼いだした。愛犬の「エアロ」は、ネスレのチョコレート菓子「エアロ」に由来しており、同製品のイメージキャラにも選ばれた。
オリコンによる「好きなスポーツ選手ランキング」の女性部門において、2007年、2009年、2010年、2011年 2013年 、2014年で1位 となった。バンダイが行ったアンケート「バンダイこどもアンケートレポート」によると、子供が好きなスポーツ選手として、2009年7月（集計は5月に実施）では総合2位・女の子部門1位、2011年9月（集計は7月に実施）では総合1位に挙げられている。
2020年7月22日に放送された『水曜日のダウンタウン』の「古今東西 日本人知名度ランキング」では、第27位（86.3%）にランクインした。これは女性スポーツ関係者ではトップで、スポーツ関係者全体でも3位である。

## 技術・演技

### ジャンプ
アクセルやループを得意とし、当時の女子としては希少な3回転アクセルを含む6種類全ての3回転ジャンプを跳ぶことができる選手であった。小学生のうちから3回転アクセルの練習を始め、2003年の中部ブロック大会（ノービスA）で3回転アクセル-2回転トウループのコンビネーションジャンプに成功。
2006年世界ジュニア選手権でショートプログラムに3回転アクセルを取り入れ、2008年グランプリファイナルのフリースケーティング（フリー）で女子シングル史上初の2度の3回転アクセルに成功。2010年バンクーバーオリンピックでは、オリンピックの女子シングル史上初めてショートプログラムで3回転アクセルを成功させた。同一競技会でショートプログラム、フリーと合わせて3度の3回転アクセルを成功させたのも女子シングル史上初であり、ギネス世界記録に認定されている。
一方でルッツやサルコウを苦手としており、プログラムに取り入れていなかった時期があった。特にルッツではインサイドエッジから踏み切る癖があり、2007–2008シーズンのルール改定でエッジ判定が厳格になってからは踏切違反を取られることが多かった。
コンビネーションジャンプはセカンド、サードジャンプに得意なループを用いることが多い。中でも3回転フリップ（または3回転ループ）-2回転ループや3回転フリップ（または3回転ループ）-2回転ループ-2回転ループの3連続ジャンプを多く取り入れていた。トウループを用いたコンビネーションでは2回転アクセル-3回転トウループ、3回転アクセル-2回転トウループを取り入れていた。3回転フリップ-3回転トウループも2008年世界選手権のフリーで成功させているが、以降はプログラムに入れていない。
かつては3回転フリップ-3回転ループを積極的に取り入れており、数々の試合で成功させていたが2008–2009シーズンからセカンドジャンプで回転不足を取られることが多くなり、2009年世界選手権ショートプログラムでの成功を最後にプログラムから外すようになった。2013年四大陸選手権から再び取り入れるようになり、中々完璧な成功とはならなかったが、2015年NHK杯ショートプログラムで久々に成功と認定された。

### ジャンプ以外

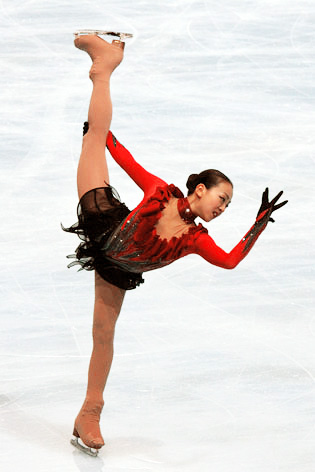
浅田のスパイラル

しなやかさと力強さを兼ね備え、現行採点では評価のウエイトが大きい柔軟性を生かしたスピンやステップ、スパイラル（現在のルールでは技術要素から外されている）を行うことができ、高いGOEを獲得することができる。片手ビールマンスピンを行うこともできるがレベル認定の規定の2回転を行う前に体勢が崩れてしまい、レベルを取りこぼすことも多く2007年世界選手権以来しばらくプログラムに取り入れていなかったが、2009年エリック・ボンパール杯からフリーで用いている。ストレートラインステップシークエンスのレベル4を2007年の日米対抗戦のショートプログラムで、またサーキュラーステップシークエンスのレベル4を2009年世界国別対抗戦のショートプログラムで獲得している（2011–2012シーズンからステップのレベル取得の要件が緩和されたが、それ以前にレベル4を獲得していたのはカロリーナ・コストナー、レイチェル・フラット、鈴木明子、浅田の4人のみ）。

## 記録

### スコア
- 女子ショートプログラムスコア世界記録（78.66）、2014年世界選手権[149]（2016年にエフゲニア・メドベージェワが更新）
- 女子2人目となるISU大会での200点超え
- 女子フリースコア世界記録更新（133.13）、2007年世界選手権[150] （2007年にキム・ヨナが更新）
- 女子合計スコア世界記録更新（199.52）、2006年NHK杯[150] （2009年にキム・ヨナが更新）[149]
- 女子ジュニアフリースコア世界記録更新（119.13）、2005年世界ジュニア選手権（2012年にユリア・リプニツカヤが更新）[151]
- 女子ジュニア合計スコア世界記録更新（179.24）、2005年世界ジュニア選手権（2012年にユリア・リプニツカヤが更新）[151]

### 3回転アクセル
- 国際大会での3回転アクセル成功最年少記録（14歳70日、2016年に紀平梨花が14歳66日で更新）
- 国際大会での3回転アクセル成功最年長記録（25歳）
- 女子5人目となる国際大会での3回転アクセル成功（2004年ジュニアグランプリファイナル）[24]
- 女子ジュニア初となる国際大会での3回転アクセル成功（2004年ジュニアグランプリファイナル）[24]
- 女子初となる世界ジュニア選手権での3回転アクセル成功（2005年世界ジュニア選手権）[26]
- 女子初となる1大会で3度の3回転アクセル成功（2010年バンクーバーオリンピック）[152]
- 女子初となる冬季オリンピックショートプログラムでの3回転アクセル成功（2010年バンクーバーオリンピック）[153][154]
- 女子初となる同一プログラムで2度の3回転アクセル成功（2008年グランプリファイナル）

### 他記録
- アジア人初の世界選手権シングル3回優勝
- 史上初となるグランプリシリーズ（2005–2013）7大会シングル全て優勝[155]
- 女子初となるトリプル・キャリアグランドスラム達成
- 歴代3位 グランプリシリーズシングル通算15回優勝[156][157]
- グランプリファイナル通算優勝4回シングル最多タイ記録
- 四大陸選手権優勝3回シングル最多タイ記録

## 競技成績

### ISUパーソナルベストスコア
- SP - ショートプログラム、FS - フリースケーティング
- TSS - 部門内合計得点（英: Total segment score）は太字
- TES - 技術要素点（英: Technical element score）、PCS - 演技構成点（英: Program component score）

| 部門 | 種類 | 得点   | 大会                       |
| ---- | ---- | ------ | -------------------------- |
| 総合 | TSS  | 216.69 | 2014年世界選手権           |
| SP   | TSS  | 78.66  | 2014年世界選手権           |
| SP   | TES  | 44.40  | 2009年世界国別対抗戦       |
| SP   | PCS  | 35.85  | 2014年世界選手権           |
| FS   | TSS  | 142.71 | 2014年ソチオリンピック     |
| FS   | TES  | 73.35  | 2007年グランプリファイナル |
| FS   | PCS  | 72.76  | 2014年世界選手権           |

### 主な戦績
- GP - ISUグランプリシリーズ
- CS - ISUチャレンジャーシリーズ
- 括弧内の数字は団体戦における個人順位

| 大会名                | 2005–06 | 2006–07 | 2007–08 | 2008–09   | 2009–10 | 2010–11 | 2011–12 | 2012–13   | 2013–14 | 2015–16 | 2016–17 |
| --------------------- | ------- | ------- | ------- | --------- | ------- | ------- | ------- | --------- | ------- | ------- | ------- |
| オリンピック          |         |         |         |           | 2位     |         |         |           | 6位     |         |         |
| 世界選手権            |         | 2位     | 1位     | 4位       | 1位     | 6位     | 6位     | 3位       | 1位     | 7位     |         |
| 四大陸選手権          |         |         | 1位     | 3位       | 1位     | 2位     | 2位     | 1位       |         |         |         |
| GP ファイナル         | 1位     | 2位     | 2位     | 1位       |         |         | 棄権    | 1位       | 1位     | 6位     |         |
| GP NHK杯              |         | 1位     |         | 1位       |         | 8位     | 2位     | 1位       | 1位     | 3位     |         |
| GP 中国杯             | 2位     |         |         |           |         |         |         | 1位       |         | 1位     |         |
| GP ロステレコム杯     |         |         |         |           | 5位     |         | 1位     |           |         |         |         |
| GP フランス杯         | 1位     |         | 1位     | 2位       | 2位     | 5位     |         |           |         |         | 9位     |
| GP スケートアメリカ   |         | 3位     |         |           |         |         |         |           | 1位     |         | 6位     |
| GP スケートカナダ     |         |         | 1位     |           |         |         |         |           |         |         |         |
| CS フィンランディア杯 |         |         |         |           |         |         |         |           |         |         | 2位     |
| 世界ジュニア選手権    | 2位     |         |         |           |         |         |         |           |         |         |         |
| オリンピック団体戦    |         |         |         |           |         |         |         |           | 5位     |         |         |
| 世界国別対抗戦        |         |         |         | 3位 (1位) |         |         |         | 3位 (5位) |         |         |         |
| 全日本選手権          | 2位     | 1位     | 1位     | 1位       | 1位     | 2位     | 1位     | 1位       | 3位     | 3位     | 12位    |

- JGP - ISUジュニアグランプリシリーズ
- N - ノービスクラス、A - ノービスAクラス、B - ノービスBクラス

| 大会名                   | 1999–2000 | 2000–01 | 2001–02 | 2002–03 | 2003–04 | 2004–05 |
| ------------------------ | --------- | ------- | ------- | ------- | ------- | ------- |
| 世界ジュニア選手権       |           |         |         |         |         | 1位     |
| JGP ファイナル           |           |         |         |         |         | 1位     |
| JGP ウクライナ記念       |           |         |         |         |         | 1位     |
| JGP スケートロングビーチ |           |         |         |         |         | 1位     |
| スケートヘレナ           |           |         |         |         | 1位 N   |         |
| ムラドストトロフィー     |           |         |         |         | 1位 N   |         |
| 全日本選手権             |           |         |         | 7位     | 8位     | 2位     |
| 全日本ジュニア選手権     |           |         | 6位     | 4位     | 4位     | 1位     |
| 全日本ノービス選手権     | 6位 B     | 1位 B   | 1位 B   | 1位 A   | 1位 A   |         |

### 詳細

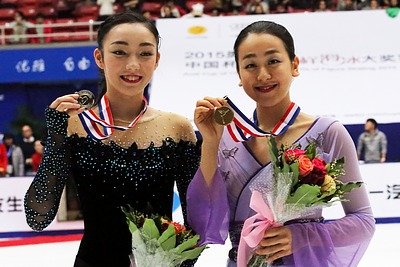
2015年中国杯金メダル

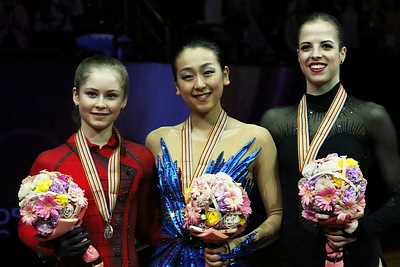
2014年世界フィギュアスケート選手権金メダル

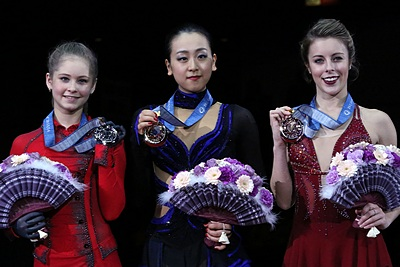
2013/2014 ISUグランプリファイナル金メダル

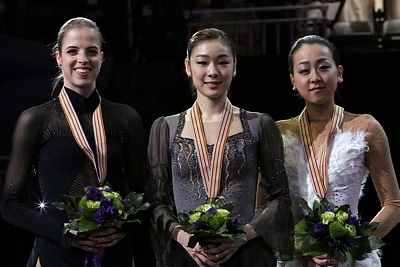
2013年世界フィギュアスケート選手権銅メダル

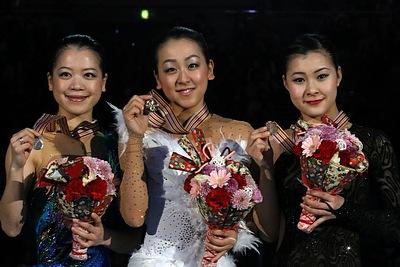
2013年四大陸フィギュアスケート選手権金メダル

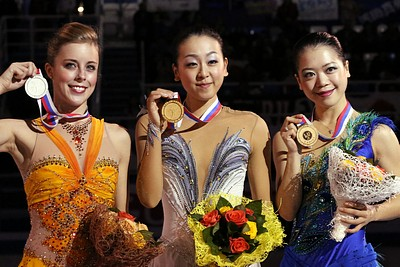
2012/2013 ISUグランプリファイナル金メダル

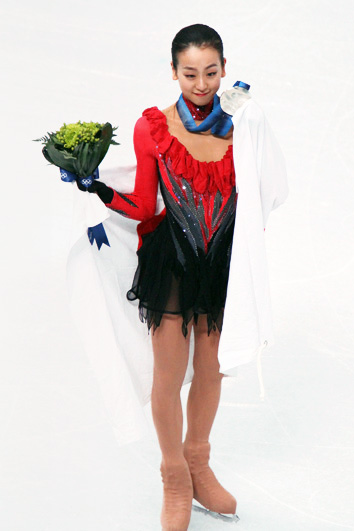
バンクーバーオリンピック銀メダル

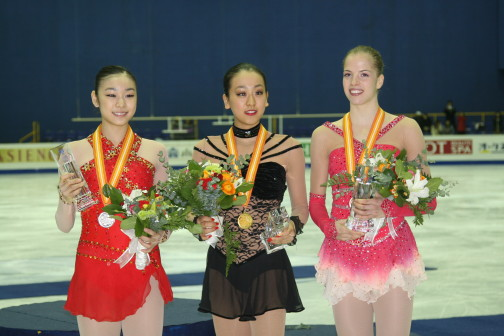
2008/2009 ISUグランプリファイナル金メダル

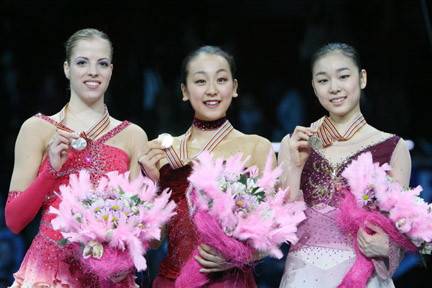
2008年世界フィギュアスケート選手権金メダル

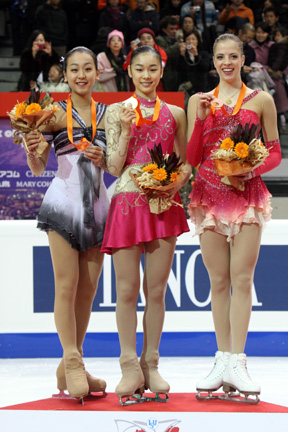
2007/2008 ISUグランプリファイナル銀メダル

| 2016-2017 シーズン    |                                                          |         |           |           |
| 開催日                | 大会名                                                   | SP      | FS        | 結果      |
| 2016年12月22日 - 25日 | 第85回全日本フィギュアスケート選手権（門真）             | 8 60.32 | 12 114.10 | 12 174.42 |
| 2016年11月10日 - 13日 | ISUグランプリシリーズ フランス杯（パリ）                 | 8 61.29 | 10 100.10 | 9 161.39  |

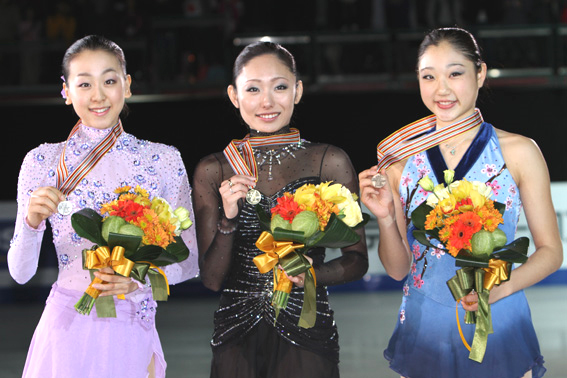
2011年四大陸フィギュアスケート選手権銀メダル

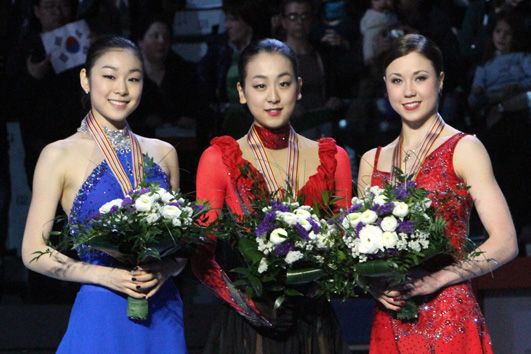
2010年世界フィギュアスケート選手権金メダル

| 2016年10月22日 - 24日 | ISUグランプリシリーズ スケートアメリカ（シカゴ）         | 5 64.17 | 6 112.61  | 6 176.78  |
| 2016年10月6日 - 9日   | ISUチャレンジャーシリーズ フィンランディア杯（エスポー） | 2 64.87 | 2 121.29  | 2 186.16  |

| 2015-2016 シーズン     |                                                 |         |          |          |
| 開催日                 | 大会名                                          | SP      | FS       | 結果     |
| 2016年3月26日 - 4月3日 | 2016年世界フィギュアスケート選手権（ボストン）  | 9 65.87 | 7 134.43 | 7 200.30 |
| 2015年12月24日 - 27日  | 第84回全日本フィギュアスケート選手権（札幌）    | 5 62.03 | 2 131.72 | 3 193.75 |
| 2015年12月9日 - 13日   | 2015/2016 ISUグランプリファイナル（バルセロナ） | 3 69.13 | 6 125.19 | 6 194.32 |
| 2015年11月27日 - 29日  | ISUグランプリシリーズ NHK杯（長野）             | 4 62.50 | 2 120.49 | 3 182.99 |
| 2015年11月6日 - 8日    | ISUグランプリシリーズ 中国杯（北京）            | 1 71.73 | 3 125.75 | 1 197.48 |
| 2015年10月3日          | 2015年ジャパンオープン（さいたま）              | -       | 1 141.70 | 1 団体   |

| 2013-2014 シーズン    |                                                      |          |          |          |
| 開催日                | 大会名                                               | SP       | FS       | 結果     |
| 2014年3月24日 - 30日  | 2014年世界フィギュアスケート選手権（さいたま）       | 1 78.66  | 1 138.03 | 1 216.69 |
| 2014年2月6日 - 22日   | ソチオリンピック（ソチ）                             | 16 55.51 | 3 142.71 | 6 198.22 |
| 2014年2月6日 - 22日   | ソチオリンピック 団体戦（ソチ）                      | 3 64.07  | -        | 5 団体   |
| 2013年12月20日 - 23日 | 第82回全日本フィギュアスケート選手権（さいたま）     | 1 73.01  | 3 126.49 | 3 199.50 |
| 2013年12月5日 - 8日   | 2013/2014 ISUグランプリファイナル（福岡）            | 1 72.36  | 1 131.66 | 1 204.02 |
| 2013年11月8日 - 10日  | ISUグランプリシリーズ NHK杯（東京）                  | 1 71.26  | 1 136.33 | 1 207.59 |
| 2013年10月18日 - 20日 | ISUグランプリシリーズ スケートアメリカ（デトロイト） | 1 73.18  | 1 131.37 | 1 204.55 |
| 2013年10月5日         | 2013年ジャパンオープン（さいたま）                   | -        | 1 135.16 | 1 団体   |

| 2012-2013 シーズン    |                                                |         |          |          |
| 開催日                | 大会名                                         | SP      | FS       | 結果     |
| 2013年4月11日 - 14日  | 2013年世界フィギュアスケート国別対抗戦（東京） | 5 59.39 | 5 117.97 | 5 177.36 |
| 2013年3月10日 - 17日  | 2013年世界フィギュアスケート選手権（ロンドン） | 6 62.10 | 2 134.37 | 3 196.47 |
| 2013年2月8日 - 11日   | 2013年四大陸フィギュアスケート選手権（大阪）   | 1 74.49 | 1 130.96 | 1 205.45 |
| 2012年12月20日 - 24日 | 第81回全日本フィギュアスケート選手権（札幌）   | 2 62.81 | 1 130.75 | 1 193.56 |
| 2012年12月6日 - 9日   | 2012/2013 ISUグランプリファイナル（ソチ）      | 1 66.96 | 1 129.84 | 1 196.80 |
| 2012年11月23日 - 25日 | ISUグランプリシリーズ NHK杯（利府）            | 1 67.95 | 2 117.32 | 1 185.27 |
| 2012年11月2日 - 4日   | ISUグランプリシリーズ 中国杯（上海）           | 2 62.89 | 1 118.87 | 1 181.76 |
| 2012年10月6日         | 2012年ジャパンオープン（さいたま）             | -       | 2 122.04 | 1 団体   |

| 2011-2012 シーズン     |                                                              |         |          |          |
| 開催日                 | 大会名                                                       | SP      | FS       | 結果     |
| 2012年3月26日 - 4月1日 | 2012年世界フィギュアスケート選手権（ニース）                 | 4 59.49 | 6 105.03 | 6 164.52 |
| 2012年2月7日 - 12日    | 2012年四大陸フィギュアスケート選手権（コロラドスプリングス） | 1 64.25 | 2 124.37 | 2 188.62 |
| 2011年12月23日 - 26日  | 第80回全日本フィギュアスケート選手権（門真）                 | 2 65.40 | 2 118.67 | 1 184.07 |
| 2011年11月25日 - 27日  | ISUグランプリシリーズ ロステレコム杯（モスクワ）             | 1 64.29 | 1 118.96 | 1 183.25 |
| 2011年11月10日 - 13日  | ISUグランプリシリーズ NHK杯（札幌）                          | 3 58.42 | 1 125.77 | 2 184.19 |

| 2010-2011 シーズン     |                                                      |         |          |          |
| 開催日                 | 大会名                                               | SP      | FS       | 結果     |
| 2011年4月25日 - 5月1日 | 2011年世界フィギュアスケート選手権（モスクワ）       | 7 58.66 | 6 114.13 | 6 172.79 |
| 2011年2月15日 - 20日   | 2011年四大陸フィギュアスケート選手権（台北）         | 2 63.41 | 2 132.89 | 2 196.30 |
| 2010年12月24日 - 27日  | 第79回全日本フィギュアスケート選手権（長野）         | 1 66.22 | 2 127.47 | 2 193.69 |
| 2010年11月25日 - 28日  | ISUグランプリシリーズ エリック・ボンパール杯（パリ） | 7 50.10 | 5 97.92  | 5 148.02 |
| 2010年10月22日 - 24日  | ISUグランプリシリーズ NHK杯（名古屋）                | 8 47.95 | 8 85.45  | 8 133.40 |
| 2010年10月2日          | 2010年ジャパンオープン（さいたま）                   | -       | 5 92.44  | 1 団体   |

| 2009-2010 シーズン    |                                                      |         |          |          |
| 開催日                | 大会名                                               | SP      | FS       | 結果     |
| 2010年3月22日 - 28日  | 2010年世界フィギュアスケート選手権（トリノ）         | 2 68.08 | 2 129.50 | 1 197.58 |
| 2010年2月14日 - 27日  | バンクーバーオリンピック（バンクーバー）             | 2 73.78 | 2 131.72 | 2 205.50 |
| 2010年1月27日 - 30日  | 2010年四大陸フィギュアスケート選手権（全州）         | 3 57.22 | 1 126.74 | 1 183.96 |
| 2009年12月25日 - 27日 | 第78回全日本フィギュアスケート選手権（門真）         | 1 69.12 | 1 135.50 | 1 204.62 |
| 2009年10月22日 - 25日 | ISUグランプリシリーズ ロステレコム杯（モスクワ）     | 6 51.94 | 5 98.34  | 5 150.28 |
| 2009年10月15日 - 18日 | ISUグランプリシリーズ エリック・ボンパール杯（パリ） | 3 58.96 | 2 115.03 | 2 173.99 |
| 2009年10月3日         | 2009年ジャパンオープン（さいたま）                   | -       | 3 102.94 | 3 団体   |

| 2008-2009 シーズン    |                                                      |         |          |          |
| 開催日                | 大会名                                               | SP      | FS       | 結果     |
| 2009年4月16日 - 18日  | 2009年世界フィギュアスケート国別対抗戦（東京）       | 1 75.84 | 1 126.03 | 1 201.87 |
| 2009年3月23日 - 29日  | 2009年世界フィギュアスケート選手権（ロサンゼルス）   | 3 66.06 | 4 122.03 | 4 188.09 |
| 2009年2月2日 - 8日    | 2009年四大陸フィギュアスケート選手権（バンクーバー） | 6 57.86 | 1 118.66 | 3 176.52 |
| 2008年12月25日 - 27日 | 第77回全日本フィギュアスケート選手権（長野）         | 2 65.30 | 2 117.15 | 1 182.45 |
| 2008年12月10日 - 14日 | 2008/2009 ISUグランプリファイナル（高陽）            | 2 65.38 | 1 123.17 | 1 188.55 |
| 2008年11月27日 - 30日 | ISUグランプリシリーズ NHK杯（東京）                  | 1 64.64 | 1 126.49 | 1 191.13 |
| 2008年11月13日 - 16日 | ISUグランプリシリーズ エリック・ボンパール杯（パリ） | 2 58.12 | 2 109.47 | 2 167.59 |

| 2007-2008 シーズン    |                                                        |         |          |          |
| 開催日                | 大会名                                                 | SP      | FS       | 結果     |
| 2008年4月20日         | 2008年ジャパンオープン（さいたま）                     | -       | 1 128.03 | 1 団体   |
| 2008年3月17日 - 23日  | 2008年世界フィギュアスケート選手権（ヨーテボリ）       | 2 64.10 | 2 121.46 | 1 185.56 |
| 2008年2月11日 - 17日  | 2008年四大陸フィギュアスケート選手権（高陽）           | 1 60.94 | 1 132.31 | 1 193.25 |
| 2007年12月26日 - 28日 | 第76回全日本フィギュアスケート選手権（大阪）           | 1 72.92 | 2 132.41 | 1 205.33 |
| 2007年12月13日 - 16日 | 2007/2008 ISUグランプリファイナル（トリノ）            | 6 59.04 | 1 132.55 | 2 191.59 |
| 2007年11月15日 - 18日 | ISUグランプリシリーズ エリック・ボンパール杯（パリ）   | 1 56.90 | 1 122.90 | 1 179.80 |
| 2007年11月1日 - 4日   | ISUグランプリシリーズ スケートカナダ（ケベックシティ） | 3 58.08 | 1 119.58 | 1 177.66 |

| 2006-2007 シーズン       |                                                           |         |          |          |
| 開催日                   | 大会名                                                    | SP      | FS       | 結果     |
| 2007年4月29日            | 2007年ジャパンオープン（さいたま）                        | -       | 4 101.47 | 1 団体   |
| 2007年3月19日 - 25日     | 2007年世界フィギュアスケート選手権（東京）                | 5 61.32 | 1 133.13 | 2 194.45 |
| 2006年12月27日 - 29日    | 第75回全日本フィギュアスケート選手権（名古屋）            | 1 71.14 | 1 140.62 | 1 211.76 |
| 2006年12月14日 - 17日    | 2006/2007 ISUグランプリファイナル（サンクトペテルブルク） | 1 69.34 | 4 103.18 | 2 172.52 |
| 2006年11月30日 - 12月3日 | ISUグランプリシリーズ NHK杯（長野）                       | 1 69.50 | 1 130.02 | 1 199.52 |
| 2006年10月26日 - 29日    | ISUグランプリシリーズ スケートアメリカ（ハートフォード）  | 1 68.84 | 4 102.39 | 3 171.23 |

| 2005-2006 シーズン  |                                                            |          |         |          |          |
| 開催日              | 大会名                                                     | 予選     | SP      | FS       | 結果     |
| 2006年5月14日-日    | 2006年ジャパンオープン（さいたま）                         | -        | -       | -        | 1 団体   |
| 2006年3月6日-12日   | 2006年世界ジュニアフィギュアスケート選手権（リュブリャナ） | 1 113.58 | 2 56.10 | 2 97.25  | 2 153.35 |
| 2005年12月23日-25日 | 第74回全日本フィギュアスケート選手権（東京）               | -        | 3 66.64 | 3 121.46 | 2 188.10 |
| 2005年12月16日-18日 | 2005/2006 ISUグランプリファイナル（東京）                  | -        | 1 64.38 | 1 125.24 | 1 189.62 |
| 2005年11月17日-20日 | ISUグランプリシリーズ エリック・ボンパール杯（パリ）       | -        | 1 63.96 | 1 118.46 | 1 182.42 |
| 2005年11月3日-6日   | ISUグランプリシリーズ 中国杯（北京）                       | -        | 2 62.92 | 2 113.68 | 2 176.60 |

| 2004-2005 シーズン    |                                                            |          |         |          |          |
| 開催日                | 大会名                                                     | 予選     | SP      | FS       | 結果     |
| 2005年2月28日-3月6日  | 2005年世界ジュニアフィギュアスケート選手権（キッチナー）   | 1 112.32 | 1 60.11 | 1 119.13 | 1 179.24 |
| 2004年12月24日-26日   | 第73回全日本フィギュアスケート選手権（横浜）               | -        | 4 60.46 | 2 106.36 | 2 166.82 |
| 2004年12月2日-5日     | 2004/2005 ISUジュニアグランプリファイナル（ヘルシンキ）    | -        | 1 57.91 | 1 114.92 | 1 172.83 |
| 2004年11月20日-21日   | 第73回全日本フィギュアスケートジュニア選手権（大阪）       | -        | 1 54.56 | 1 117.57 | 1 172.13 |
| 2004年9月30日-10月3日 | ISUジュニアグランプリ ウクライナ記念（キエフ）             | -        | 1 56.24 | 1 86.75  | 1 142.99 |
| 2004年9月9日-12日     | ISUジュニアグランプリ スケートロングビーチ（ロングビーチ） | -        | 1 50.14 | 1 87.88  | 1 138.02 |

| 2000-2004 シーズン  |                                                        |    |    |      |
| 開催日              | 大会名                                                 | SP | FS | 結果 |
| 2003年12月25日-26日 | 第72回全日本フィギュアスケート選手権（長野）           | 6  | 8  | 8    |
| 2003年11月22日-23日 | 第72回全日本フィギュアスケートジュニア選手権（京都）   | 4  | 4  | 4    |
| 2002年12月20日-22日 | 第71回全日本フィギュアスケート選手権（京都）           | 9  | 7  | 7    |
| 2002年11月23日-24日 | 第71回全日本フィギュアスケートジュニア選手権（名古屋） | 3  | 4  | 4    |
| 2001年11月23日-24日 | 第70回全日本フィギュアスケートジュニア選手権（東京）   | 8  | 6  | 6    |

## プログラム使用曲
- 背景が青い箇所は冬季オリンピックシーズン
- エキシビションのアンコールは含まない

| シーズン  | ショートプログラム | フリースケーティング                                                                                  | エキシビション |
| --------- | --- | --- | --- |
| 2001–02   | セイ・ヘイ・キッド - 振付：樋口美穂子                                                                                             | インカダンス&アンデス - 曲：クスコ - 振付：樋口美穂子                                                 | — |
| 2002–03   | セイ・ヘイ・キッド | インカダンス&アンデス                                                                                 | インカダンス&アンデス |
| 2003–04   | 映画『マイ・ガール2』より - 作曲：クリフ・エイデルマン - 振付：樋口美穂子                                                         | ワルツ・スケルツォ ハ長調 - 作曲：ピョートル・チャイコフスキー - 振付：樋口美穂子                     | ハバネラ - オペラ『カルメン』より - 作曲：ジョルジュ・ビゼー - 振付：樋口美穂子                                                          |
| 2004–05   | 虹の彼方に - 映画『オズの魔法使』より - 作曲：ハロルド・アーレン - 振付：リー＝アン・ミラー                                       | 風変わりな店 - 作曲：ジョアキーノ・ロッシーニ、オットリーノ・レスピーギ - 振付：リー＝アン・ミラー    | ピック・ユアセルフ・アップ - 作曲：ジェローム・カーン - 振付：樋口美穂子                                                                 |
| 2005–06   | カルメン - 作曲：ジョルジュ・ビゼー - 振付：樋口美穂子                                                                            | くるみ割り人形 - 作曲：ピョートル・チャイコフスキー - 振付：ローリー・ニコル                          | 虹の彼方に - 映画『オズの魔法使』より - 作曲：ハロルド・アーレン - 歌唱：エヴァ・キャシディ - 振付：ローリー・ニコル                     |
| 2006–07   | ノクターン第2番 変ホ長調 - 作曲：フレデリック・ショパン - 振付：ローリー・ニコル                                                  | チャルダッシュ - 作曲：ヴィットーリオ・モンティ - 振付：ローリー・ニコル                              | ハバネラ - オペラ『カルメン』より - 作曲：ジョルジュ・ビゼー - 歌唱：フィリッパ・ジョルダーノ - 振付：樋口美穂子                         |
| 2006–07   | ノクターン第2番 変ホ長調 - 作曲：フレデリック・ショパン - 振付：ローリー・ニコル                                                  | チャルダッシュ - 作曲：ヴィットーリオ・モンティ - 振付：ローリー・ニコル                              | 虹の彼方に - 映画『オズの魔法使』より - 作曲：ハロルド・アーレン - 歌唱：エヴァ・キャシディ - 振付：ローリー・ニコル                     |
| 2007–08   | ヴァイオリンと管弦楽のためのファンタジア - 映画『ラヴェンダーの咲く庭で』より - 作曲：ナイジェル・ヘス - 振付：タチアナ・タラソワ | 幻想即興曲 - 作曲：フレデリック・ショパン - 振付：ローリー・ニコル                                    | ソー・ディープ・イズ・ザ・ナイト - 「別れの曲」より - 作曲：フレデリック・ショパン - 歌唱：レスリー・ギャレット - 振付：ローリー・ニコル |
| 2008–09   | 月の光 - 作曲：クロード・ドビュッシー - 振付：ローリー・ニコル                                                                    | 仮面舞踏会 - 作曲：アラム・ハチャトゥリアン - 振付：タチアナ・タラソワ                                | ポル・ウナ・カベサ 1. ポル・ウナ・カベサ - 作曲：カルロス・ガルデル 2. パジャドーラ - 作曲：フリアン・プラサ - 振付：タチアナ・タラソワ  |
| 2008–09   | 月の光 - 作曲：クロード・ドビュッシー - 振付：ローリー・ニコル                                                                    | 仮面舞踏会 - 作曲：アラム・ハチャトゥリアン - 振付：タチアナ・タラソワ                                | シング・シング・シング - 作曲：ルイ・プリマ - 振付：ローリー・ニコル                                                                     |
| 2009–10 · | 仮面舞踏会 - 作曲：アラム・ハチャトゥリアン - 振付：タチアナ・タラソワ                                                            | 前奏曲「鐘」 - 作曲：セルゲイ・ラフマニノフ - 振付：タチアナ・タラソワ                                | カプリース - 作曲：ニコロ・パガニーニ - 振付：タチアナ・タラソワ                                                                         |
| 2010–11   | タンゴ - 作曲：アルフレート・シュニトケ - 振付：タチアナ・タラソワ                                                                | 愛の夢 - 作曲：フランツ・リスト - 振付：ローリー・ニコル                                              | バラード第1番 ト長調 - 作曲：フレデリック・ショパン - 振付：タチアナ・タラソワ                                                           |
| 2011–12   | シェヘラザード - 作曲：ニコライ・リムスキー＝コルサコフ - 振付：タチアナ・タラソワ                                                | 愛の夢 - 作曲：フランツ・リスト - 振付：ローリー・ニコル                                              | 誓い～ジュピター～ - 「I Vow to Thee My Country」より - 歌唱：リベラ - 振付：ローリー・ニコル                                            |
| 2011–12   | シェヘラザード - 作曲：ニコライ・リムスキー＝コルサコフ - 振付：タチアナ・タラソワ                                                | 愛の夢 - 作曲：フランツ・リスト - 振付：ローリー・ニコル                                              | ワルツ第7番 嬰ハ短調 - 作曲：フレデリック・ショパン - 振付：タチアナ・タラソワ                                                           |
| 2012–13   | アイ・ガット・リズム - 作曲：ジョージ・ガーシュウィン - 振付：ローリー・ニコル                                                    | 白鳥の湖 - 作曲：ピョートル・チャイコフスキー - 振付：タチアナ・タラソワ                              | 映画『メリー・ポピンズ』より - 作曲：シャーマン兄弟 - 振付：ローリー・ニコル                                                             |
| 2013–14 · | ノクターン第2番 変ホ長調 - 作曲：フレデリック・ショパン - 振付：ローリー・ニコル                                                  | ピアノ協奏曲第2番 - 作曲：セルゲイ・ラフマニノフ - 振付：タチアナ・タラソワ                           | スマイル/この素晴らしき世界 - 歌唱：イマ - 振付：ローリー・ニコル                                                                        |
| 2015–16   | 素敵なあなた - 曲：ソール・チャップリン&サミー・カーン - 振付：ローリー・ニコル                                                   | ある晴れた日に - 歌劇『蝶々夫人』より - 作曲：ジャコモ・プッチーニ - 振付：ローリー・ニコル           | 踊るリッツの夜 - 作曲：アーヴィング・バーリン - 振付：ローリー・ニコル                                                                   |
| 2016–17   | リチュアル・ダンス - バレエ『恋は魔術師』より - 作曲：マヌエル・デ・ファリャ - 振付：ローリー・ニコル                             | リチュアル・ダンス - バレエ『恋は魔術師』より - 作曲：マヌエル・デ・ファリャ - 振付：ローリー・ニコル | チェロ・スイート - 作曲：ヨハン・セバスティアン・バッハ - 振付：ローリー・ニコル                                                         |

## 受賞

### 日本オリンピック委員会
- 2004年度JOCスポーツ賞 新人賞
- 2007年度JOCスポーツ賞 最優秀賞
- 2009年度JOCスポーツ賞 最優秀賞

### 日本スケート連盟
- 2013年度JOC杯
- 2016年度特別表彰[165]

### 行政
- 2005年国際競技大会優秀者表彰（文部科学省）
- 2007年国際競技大会優秀者表彰（文部科学省）
- 2008年国際競技大会スポーツ功労者顕彰（文部科学省）
- 名古屋市スポーツ功労賞
- 愛知県スポーツ功労賞[166]
- 愛知県県民栄誉賞[167]

### マスコミ
- 中日新聞 第20回中日体育賞（2005年）
- テレビ朝日
  - 第40回ビッグスポーツ賞（2005年）
  - 第43回、第45回、第47回、第48回、第49回ビッグスポーツ特別賞（2008年、2010年、2012年、2013年、2014年）
  - 第43回テレビ朝日スポーツ放送大賞（2008年）
  - 第52回ビッグスポーツ特別功労賞（2017年）
- 読売新聞 第55回日本スポーツ賞 奨励賞（2005年）
- 朝日新聞 2008年度朝日スポーツ賞
- 東京運動記者クラブ 2009年度、2013年度スケーター・オブ・ザ・イヤー

### 雑誌
- 2017年ナンバーMVP特別賞（Number）[168]
- GQ Women of the Year 2018（コンデナスト・ジャパン）[169]

### 協会
- 2017年度第65回菊池寛賞（日本文学振興会）[170]
- 2019年度第20回ベストフォーマリスト賞（日本フォーマル協会）[171]
- 2020年度第31回日本ジュエリーベストドレッサー賞（日本ジュエリー協会）[172]

### Sports@nifty フィギュアスケートアワード
- 2007 コスチューム・オブ・ザ・イヤー ショートプログラム『ノクターン』
- 2008 フィギュアスケーター・オブ・ザ・イヤー
- 2008 コスチューム・オブ・ザ・イヤー フリープログラム『幻想即興曲』（四大陸＆世界選手権バージョン）
- 2009 フィギュアスケーター・オブ・ザ・イヤー
- 2009 プログラム・オブ・ザ・イヤー フリープログラム『仮面舞踏会』（振付/タチアナ・タラソワ）

## 関連活動

### アイスショー出演
海外の興行会社による日本公演
- スターズ・オン・アイス・ジャパン（2007年、2008年、2010年 - 2016年）

日本の興行会社による国内公演
- プリンスアイスワールド（2006年、2008年、2010年 - 2014年）
- THE ICE（2007年 - 2017年）
- クリスマス・オン・アイス（2014年）
- フレンズ・オン・アイス（2024年）[173]
- 浅田真央サンクスツアー（2018年 - 2021年）
- 浅田真央アイスショー「BEYOND」（2022年 - 2023年）
- 浅田真央アイスショー「Everlasting33」（2024年）

### テレビ出演
バラエティー番組のゲスト出演等は除く。
- 24時間テレビ（日本テレビ）
  - 誓い〜一番大切な約束〜（2008年8月30日）アイスショー「THE ICE」で義手のヴァイオリン少女が演奏する「虹の彼方に」に乗せて演技する模様が放送された。
  - ありがとう〜今、あの人に伝えたい〜（2010年8月22日）アイスショー「THE ICE」で右半身麻痺の少女と競演する模様が放送された。
  - 人と人〜ともに新たな時代へ〜（2019年8月24 - 25日） - チャリティーパーソナリティー[174]
- 浅田真央「17歳の伝説～Teenage Dream～」（2008年3月15日、フジテレブ）
- 草彅剛プレゼンツ!フィギュア真央・美姫と行く韓国ツアー（2008年10月12日、テレビ朝日）
- 浅田真央 ドリーム・ラボ（2009年4月19日 - 2010年3月28日、TBS）
- 舞姫たちの新時代〜浅田真央∞村上佳菜子（2010年12月18日、フジテレビ）
- 金曜プレステージ・独占！浅田真央 誰も知らなかった笑顔の真実（2014年2月28日、フジテレビ）
- 4分9秒の奇跡 浅田真央11年密着(2014年3月17日、東海テレビ開局55周年記念特番（3月24日、フジテレビ「ドラマチックα」）)
- ドラマチックα・浅田真央の新たな挑戦!世界のメダリスト豪華競演SPTHE ICE 2014（2014年7月21日、フジテレビ）
- 引退特別番組 浅田真央26歳の決断〜今夜伝えたいこと〜（2017年4月12日、フジテレビ）
- 浅田真央×宮里藍 はじめましての2人（2017年12月30日、フジテレビ）
- 幸せはリンクの中に～浅田真央 人生の第2章～（2018年6月17日、東海テレビ）
- 真央が行く!（NHK BS1）
  - 熊本編（2018年7月24日）
  - 北海道編（2018年12月16日）
  - 真央が行く!年末スペシャル（2018年12月31日、NHK総合）
  - 大阪編～シッティングバレー＆アーチェリー～（2019年5月3日）
  - 岐阜編～競泳＆ゴールボール～（2019年7月30日）
  - 東北編～車いすバスケットボール＆やり投げ～（2019年12月7日）
  - 福岡編～車いすラグビー＆パラ柔道～（2020年3月20日）
  - 横浜編〜パラ卓球&ボッチャ〜（2020年12月12日）
  - 山梨編〜パラ陸上走り高跳び＆車いすカーリング〜（2021年2月7日）
  - 千葉編（2021年8月17日）
  - 真央が行く!パラリンピックスペシャル（2021年9月29日）

- おかえり真央ちゃん〜浅田真央サンクスツアー愛知公演〜（2020年1月4日、東海テレビ）

- 浅田真央 HERO 〜サンクスツアー 幸せを届ける旅に独占密着（2020年5月17日（16日深夜）、フジテレビ）
- 浅田真央 私を超える（2022年11月11日（完全版:2023年1月21日）、NHK BS）
- 浅田真央〜新たな挑戦 そして未来へ〜（2023年5月21日、TBS）
  - 浅田真央、劇場への招待状〜33歳の新たな挑戦〜（2024年4月21日、TBS）

- 【秘話満載!】浅田真央×20年追い続ける名物記者 SPインタビュー（2023年5月29日、東海テレビ）

### テレビアニメ
- ドラえもん秋の1時間スペシャル（2008年10月24日、テレビ朝日、第2期） - 本人役

### ラジオ出演
- 住友生命 Presents 浅田真央のにっぽんスマイル（2015年3月2日 - 6月29日、TBSラジオ） - パーソナリティ[175]
番組枠は姉の浅田舞が引き継ぐこととなった（「住友生命 Presents 浅田舞のマイYOUNG JAPAN ACTION」）。

### CM出演
- 王子ネピア（2006年 - ）[176]
  - 「ネピア プレミアムソフト ティシュ」
  - 「ネピア プレミアムソフト トイレットロール」
  - 「鼻セレブ」
  - 「ウェットントン」
  - 「トイレットン」
- 伊藤ハム「朝のフレッシュ」（2006年 - ）
- NEC「VALUESTAR W」（2006年）
- 日本コカ・コーラ「大豆ノススメ」（2006年）
- オリンパス「μ-DIGITAL」（2006年 - ）
- Nestlé「エアロボックス」（2006年 - ）
- オムロン
  - 「電動歯ブラシ」（2007年 - ）
  - 「カラダスキャン」（2007年 - ）
  - 「歩数計」（2010年）
- 花王「アジエンス」（2008年 - 2011年）
- NISSAY（2008年 - ）
- 森永製菓「ウイダーinゼリー」（2008年 - ）
- ロッテ
  - 「クリミオ」（2008年 - 2009年）
  - 「ガーナミルクチョコレート」（2009年 - 2016年）
  - 「クランキー」（2010年）
  - 「コアラのマーチ」（2011年）
  - 「デュアル」（2012年）
- 佐藤製薬
  - 「ストナ」（2010年 - ）
  - 「ストナリニS」（2011年 - ）
  - 「ストナリニZ」（2011年 - ）
  - 「ナザール」（2017年 - ）
  - 「ユンケル黄帝液」（2018年 - ）[177]
- エアウィーヴ「エアウィーヴ」（2011年 - ）
- JAL（2013年 - ）
- 住友生命
  - 「浅田真央応援プロジェクト」（2013年 - 2014年）
  - 「ヤングジャパンアクション」（2014年 - 2015年）
  - 「好きこそ、無敵。」（2016年 - ）
- アルソア「アルソアクイーンシルバー」（2015年 - ）
- アサヒビール「アサヒスタイルバランス」（2015年 - ）[178]
- ECC「ECCジュニア開設者募集」（2015年 - ）[179]
- MTG　ウォーターサーバー「Kirala」（2017年 - ） - 愛知県、岐阜県、三重県限定[180]
- JA全農にいがた「新潟米コシヒカリ」（2017年 - ）
- おやつカンパニー「おやつタウン」（2019年 - ）[181]
- 東邦ガス（2019年 - ）[182]
- 森永乳業「トリプルヨーグルト」（2020年 - ）[183]
- 宝酒造 松竹梅白壁蔵「澪」（2021年 - ） [184]

### 雑誌連載
- 『Number』「私のスケート愛」（隔号）（文藝春秋、2018年3月15日 - ）[185]

- 『クララ』「浅田真央さんがアドバイス☆夢に向かってがんばるみんなへ！」（新書館、2018年4月10日 - 2019年2月9日）[注 10]

- 『オレンジページ』「おうちごはん1年生」（オレンジページ、2020年3月2日 - ）[186]

### 公的活動
- 2006年3月31日、ナゴヤドームで行われた中日ドラゴンズ対広島東洋カープの開幕戦で舞とともに始球式を務めた。『くるみ割り人形』の曲をバックに特注のコスチュームで登場し、谷繁元信捕手に投球。野球観戦は初めてだったそうで再登板を希望していた。
- 2007年4月6日、姉の舞と日本とカナダの観光での交流を推進する「日加観光親善大使」に任命され、冬柴鉄三国土交通相とジョセフ・キャロン駐日カナダ大使と共に記者会見を開いた。
- 2010年4月15日、春の園遊会に招待され、明仁天皇、美智子皇后と懇談した。懇談後、記者に「お会いできてすごく光栄でした。本当に優しい方だと思いました」と感想を述べた[187]。
- 2010年4月23日、総理官邸に招待され、当時内閣総理大臣の鳩山由紀夫と初対面し、地方自治体などの財源縮小でスケートリンク場が減り続けている現状などを訴えた[188]。

## 関連作品

### 書籍
- 浅田真央、15歳（文藝春秋、2006年）- ISBN 9784163682303
  - 浅田真央、16歳（文藝春秋、2007年）- ISBN 9784163696409
  - 浅田真央、17歳（文藝春秋、2008年）- ISBN 9784163709208
  - 浅田真央、18歳（文藝春秋、2009年）- ISBN 9784163720302
  - 浅田真央、20歳への階段（文藝春秋、2011年）- ISBN 9784163738000
  - 浅田真央 age 15-17（文春文庫、2009年）- ISBN 978-4167773120
  - 浅田真央 age 18-20（文春文庫、2013年12月4日）- ISBN 9784167838959
- 真央らしく（朝日新聞出版、2009年）- ISBN 9784022505088
- 浅田真央 奇跡(ミラクル)の軌跡〜ファースト・フォトブック（新書館、2010年）- ISBN 9784403310577
  - 浅田真央 夢の軌跡〜ドリームのきせき〜（新書館、2013年12月26日）- ISBN 9784403310836
  - 浅田真央 希望の軌跡（新書館、2017年8月12日）- ISBN 9784403311154
- 浅田真央公式写真集 MAO（徳間書店、2010年）- ISBN 9784198628932
- 浅田真央 POWER&BEAUTY（小学館、2010年）- ISBN 9784093881210
- 浅田真央物語 Princess Mao（角川書店、2010年）- ISBN 9784046310897
- 浅田真央 さらなる高みへ（学研教育出版、2011年）- ISBN 9784052032929
  - 浅田真央 そして、その瞬間へ（学研マーケティング、2013年10月22日）- ISBN 9784052037283
- 浅田真央 Book for Charity（学研教育出版、2011年）- ISBN 9784054049949
- 浅田真央 美しく舞う言葉（イースト・プレス、2012年11月18日）- ISBN 9784781608723
- 浅田真央 私のスケート人生 （新書館、2017年12月15日）- ISBN 9784403231261
- 浅田真央 オフィシャルフォトエッセイ また、この場所で（集英社、2018年5月2日）- ISBN 9784087808414
- 夢をかなえる力―私がスケートから学んだこと―（新書館、2020年1月25日）- ISBN 9784403330674[注 11]
- 浅田真央 100の言葉（扶桑社、2020年11月30日）- ISBN 9784594086084
- 私のスケート愛（文藝春秋、2021年4月27日） - ISBN 9784163913643

### CD
- 浅田舞&真央 スケーティング・ミュージック（EMI Music Japan、2007年11月28日）
- 浅田舞&真央 スケーティング・ミュージック 2008-09（EMI Music Japan、2008年11月26日）
- 浅田舞&真央 スケーティング・ミュージック 2009-10（EMI Music Japan、2009年10月14日）
- 浅田舞&真央 スケーティング・ミュージック 2010-11（EMI Music Japan、2010年10月20日）
- 浅田真央 スケーティング・ミュージック 2011-12（EMI Music Japan、2011年11月9日）
- 浅田真央 スケーティング・ミュージック 2012-13（EMI Music Japan、2012年12月19日）
- 浅田真央 スケーティング・ミュージック 2013-14（ユニバーサルミュージック、2013年10月2日）
- 浅田真央 スケーティング・ミュージック 2015-16（DVD付属）（ユニバーサルミュージック、2015年11月25日）
- ジュピター ～未来への光～（LIBERA RECORDS、2016年2月17日）

### DVD
- 浅田真央 20歳になった氷上の妖精（ポニーキャニオン、2011年3月16日）
- 浅田真央 Smile ～氷上の妖精10年の軌跡～（ポニーキャニオン、2014年4月16日）
- All History 浅田真央 ～花は咲き星は輝く 浅田舞・浅田真央姉妹11年間密着～（ポニーキャニオン、2014年4月16日）
- 『Smile Forever』～美しき氷上の妖精～（ポニーキャニオン、2017年10月4日）
- 浅田真央 チャリティーBlu-ray＆DVD『祈り』（ポニーキャニオン、2018年4月18日）
- 浅田真央 サンクスツアー Blu-ray＆DVD（ポニーキャニオン、2020年4月1日）

### 著書の発売中止
2012年2月8日に発売予定であったエッセー『大丈夫、きっと明日はできる』（浅田真央著　佐藤雅美著）が浅田の意向により発売中止となった。予定されていたエッセーは209ページにわたり、2010年のバンクーバー五輪で銀メダルを獲得した以降の生活などを綴ったもので、書店からは10万部以上の予約が入っていたという。
ところが、浅田は2011年12月に母を亡くした事を踏まえ、自身のウェブサイトで「本の宣伝、告知について、私の思いと異なるもので進められたところがあり、出版を中止させていただくことになりました」と報告している。発売を予定していたポプラ社の広報では、宣伝告知ポスターに浅田の写真と『ママ、ほんとうにありがとう』という母の死を強調する様なメッセージが添えられていた事が問題だったのでは無いかと言う見解を示した。また浅田のマネジメント会社では、浅田が出版社側の宣伝方法に不信感を抱き、年明けには出版中止の意向を固めたとの説明をしている。
これについて出版社であるポプラ社のウェブサイトでは、「この本は約1年以上前から企画していたもの」と前置きした上で「一部宣伝方法に著者ご本人の意にそぐわない部分がございましたので、誠に勝手ながら発売を中止させていただきたいと思います。」と読者に向けて謝罪文を公表した。尚、ポプラ社の広報では、出版中止に伴う損害賠償については、その意向を否定し「今後も真央さんのご活躍を心から願っています」と表明している。
またNEWSポストセブンでは、母を亡くした直後にポプラ社へ発売延期を申し入れたが断られた事、その3週間後に「真央ならできる!」と、本文から遺言の如く引用した広告を出した事に対し、「ママの死を売り物にするようなことは絶対にやめてほしい」と関係者に洩らしていた事、そして追い討ちの如く「ママ、ほんとうにありがとう。何度、ありがとうと言っても足りません」と、本の引用ではない宣伝用の言葉が用いられた事の3つの要因による決断であるとの、フィギュア関係者の見解を紹介した。